# Nolte (bedrijf)
Nolte, voluit Elektrotechnische en Mechanische Industrie Nolte N.V. of Nolte EMI, was een bedrijf te Eindhoven, gespecialiseerd in verlichtingssystemen waaronder plafondsystemen, lichtmasten en dergelijke. Het bedrijf is verkocht aan Stork, dat later het buiten installatie deel verkocht aan Heijmans, de fabriek EMI aan VDL en het binnen installatie deel aan Strukton. Dit laatste is inmiddels opgegaan in Spie.

## Geschiedenis
Het bedrijf werd opgericht in 1923 door Coen Nolte sr. (ook: J.B.C. Nolte) en het was aanvankelijk een familiebedrijf. Aan de Bleekstraat (nu: Vestdijk) werd een werkplaats in bedrijf genomen waar schakelkasten, montagehulpstukken en dergelijke werden geproduceerd. Dit pand werd in 1951 gesloopt.
Coen sr. werd opgevolgd door de drie broers Coen jr., Karel en Koos Nolte.
In de crisistijd (jaren '30 van de 20e eeuw), toen er op installatiegebied weinig te doen was, werd door Nolte het Eindhovense bedrijf Lackmy overgenomen, dat schoensmeer en boenwas produceerde.
Van 1938-1970 huisde het bedrijf aan Tongelresestraat 209. Vanaf 1970 betrok men een complex aan de Daalakkerseweg. Dit pand werd uiteindelijk verkocht aan infrastructuurbedrijf Strukton dat hier het onderdeel Strukton WorkSphere vestigde (onderhoud van installaties).
Na de Tweede Wereldoorlog werden ook lichtmasten en dergelijke vervaardigd. Voorts fabriceerde men metaalproducten voor Philips, de PTT en dergelijke. In de jaren '50 van de 20e eeuw ging men noodverlichtingssystemen vervaardigen, waarmee Nolte een tijdlang marktleider werd voor Nederland.
In 1956 werd te Maarheeze een lichtmastenfabriek in gebruik genomen.
Steeds meer ontwikkelde Nolte zich tot een toeleverancier voor de industrie, vanaf begin jaren '80 van de 20e eeuw werden onder meer printplaten en metalen onderdelen vervaardigd voor kopieermachinefabrikant Océ.
In 1984 besloot men geen eigen producten meer te vervaardigen, maar uitsluitend als opdrachtgever en dienstverlener voor de industrie te gaan werken. In 1989 werd Nolte overgenomen door Stork als Stork Nolte EMT. De printplaatassemblagetak werd in 1999 ondergebracht in de divisie Stork Electronics. In de divisie Stork Industrial Modules werden de activiteiten van het plaatswerk en de toelevering van industriële modules ondergebracht. In 2004 werd Stork IM overgenomen door de VDL Groep en ging verder onder de naam VDL Industrial Modules.